# 엠브리-트레페텐 상수
정수론에서 엠브리 트레페덴 상수(Embree–Trefethen constnat)는 "임계값"으로 {\displaystyle \beta ^{*}}로 표기한다.
재귀성(점화식)에서,
기하 급수적으로 확률,{\displaystyle \sigma (\beta )}로 해석될 수 있는 비율로 증가하는 ,
약한 임계영역을 위한 값 {\displaystyle \beta }을 예약하고, {\displaystyle \beta } 가 존재하는 영역을 확인 할 수 있다.
{\displaystyle \sigma (F_{n})=\sigma (\beta )}
{\displaystyle \sigma }에 관한 값, {\displaystyle F_{n}={{\varphi ^{n}-(1-\varphi )^{n}} \over {\sqrt {5}}}}
{\displaystyle \varphi ={{1+{\sqrt {5}}} \over {2}}=}황금비
기하급수적 변량 {\displaystyle n\to \infty } 일때,
기하급수적 변량이 확률 {\displaystyle 1}에서,
{\displaystyle \sigma (\beta )=\lim _{n\to \infty }|x_{n}|^{1 \over {n}}=1.13198824...=\sigma (1)=K\;}비슈바나트 상수
- {\displaystyle \sigma (\beta ^{*})=1}
- {\displaystyle \beta ^{*}=0.70258....}

따라서,
{\displaystyle \beta ^{*}<\beta }일때,
{\displaystyle \sigma >1}이겠고,
{\displaystyle \beta ^{*}>\beta >0}일때,
{\displaystyle \sigma <1}이다.
상수 이름은 적용한 수학자 엠브리(Mark Embree) 및 트레페텐(Lloyd N. Trefethen)이다.

## 같이 보기
- 피보나치 수
- 비슈바나트 상수
- 수학 상수
- 구간 {\displaystyle \;x\in (0,1)}
- 안장점